# 東信地方

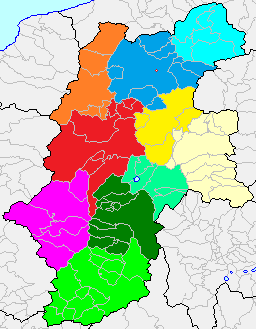
■青系色：北信地方（水色：北信地域、青：長野地域）
■黄系色：東信地方（黄色：上田地域、薄黄：佐久地域）
■赤系色：中信地方（オレンジ：北アルプス地域、赤：松本地域、マゼンタ：木曽地域）
■緑系色：南信地方（薄緑：諏訪地域、抹茶色：上伊那地域、黄緑：南信州地域）

東信地方（とうしんちほう）とは、長野県の東部を指す。千曲川（信濃川）の流域で、東信州（ひがししんしゅう）や上田・佐久地方（うえださくちほう）と呼ばれることもある。 

## 地理
北を浅間山（関東山地）に、南を八ヶ岳に、東を碓氷峠（関東山地）に、西を和田峠（北八ヶ岳、美ヶ原）に挟まれた地方である。明治初期の小県郡・佐久郡に相当する。
上信越自動車道・国道18号・北陸新幹線の沿線であり、佐久地方では、中部横断自動車道の整備が進められている。水系は、佐久地方のいくつかの市町村に太平洋側の地域があるが、その他の地域は日本海側に属する。気候については、殆どの地域で内陸性気候を呈しているが、一部地域は日本海側気候で豪雪地帯となっている。それ以外の地域は中央高地式気候で、全国的に見ても年間降水量は少なく、軽井沢、野辺山などの高原地帯では寒さが厳しい。
長野県立高校の第2学区の区域に該当する。

### 地形
- 山：浅間山、八ヶ岳、蓼科山
- 峠：碓氷峠、和田峠、十石峠、笠取峠
- 川：千曲川
- 温泉：別所温泉、鹿教湯温泉
- 盆地：佐久盆地（佐久平）、上田盆地（上田平・塩田平）
- 高原：野辺山高原、湯の丸高原、菅平高原、高峰高原、軽井沢高原

## 地域
※ 市町村合併により、各地域が必ずしも自治体単位となっていない場合がある。
上田地域
- 中心都市は上田市。ほか東御市、小県郡が含まれる。
- 東御市については、旧東部町の区域が含まれるとする場合がある。
- しなの鉄道線・国道18号の沿線。
- 国道144号沿線であることから、上田市（旧真田町）は隣接する群馬県吾妻郡（嬬恋村、長野原町）の都市圏でもある。
- 江戸時代初期までは、「十勇士」で有名な真田氏の地盤であった。真田氏が去った後は上田藩の領土となったが、代表的な藩主は仙石氏であった。
- 別所温泉はこの地域に位置する。北条氏ゆかりの地であり「信州の鎌倉」とも呼ばれる地域である。

北佐久地域（北佐久郡）
- しなの鉄道線・国道18号の沿線で、中心都市の小諸市から小海線・国道141号が分岐する。
  - 以前に北佐久郡に属していた東御市の区域の一部（旧北御牧村）や、佐久市の区域の一部（旧望月町及び旧浅科村）を含む場合もある。
- 浅間山の南麓に位置しており、避暑地として有名な軽井沢や、島崎藤村所縁の地・小諸といった観光地を抱える。碓氷峠や浅間山を越えた群馬県との繋がりも深い。

南佐久地域（南佐久郡）
- 小海線・国道141号の沿線。また、国道254号で群馬県とも接続している。
- 佐久市は、北佐久地域と南佐久地域に跨がった位置にあるが、地域としては南佐久地域に分けられることが多い。
  - これは2005年合併以前の佐久市が昭和36年に南佐久郡中込町、同郡野沢町、北佐久郡浅間町及び同郡東村が合併により発足したことによる。2005年合併以前の佐久市の区域の大部分が南佐久郡に属していた。2005年の合併に於いては2005年合併以前の佐久市、北佐久郡浅科村、同郡望月町及び南佐久郡臼田町が合併したため、現在の佐久市の区域は、北佐久郡及び南佐久郡が発足時の区域の境界に対して概ね対称に広がっている。但し、2005年以降の南佐久郡の区域は、佐久市の旧南佐久郡の区域よりも遥かに広範である。
- 南部には野辺山高原が広がっており、レタスなど高原野菜の栽培で有名である。特に南部は、隣接している山梨県との交流もある。

### 都市雇用圏（10% 通勤圏）の変遷
東信地方における都市雇用圏（10% 通勤圏）。一般的な都市圏の定義については都市圏を参照のこと。
- 10% 通勤圏に入っていない自治体は、各統計年の欄で灰色かつ「-」で示す。

| 自治体 ('80) | 1980年                 | 1990年                 | 2000年                 | 2005年                 | 2010年                 | 2020年                 | 自治体 （現在） | 地域 |
| ------------ | ---------------------- | ---------------------- | ---------------------- | ---------------------- | ---------------------- | ---------------------- | --------------- | ---- |
| 坂城町       | 上田 都市圏 20万5775人 | 上田 都市圏 21万6017人 | 上田 都市圏 22万7062人 | 上田 都市圏 22万3463人 | 上田 都市圏 21万7412人 | 上田 都市圏 20万7902人 | 坂城町          | 長野 |
| 上田市       | 上田 都市圏 20万5775人 | 上田 都市圏 21万6017人 | 上田 都市圏 22万7062人 | 上田 都市圏 22万3463人 | 上田 都市圏 21万7412人 | 上田 都市圏 20万7902人 | 上田市          | 上田 |
| 丸子町       | 上田 都市圏 20万5775人 | 上田 都市圏 21万6017人 | 上田 都市圏 22万7062人 | 上田 都市圏 22万3463人 | 上田 都市圏 21万7412人 | 上田 都市圏 20万7902人 | 上田市          | 上田 |
| 真田町       | 上田 都市圏 20万5775人 | 上田 都市圏 21万6017人 | 上田 都市圏 22万7062人 | 上田 都市圏 22万3463人 | 上田 都市圏 21万7412人 | 上田 都市圏 20万7902人 | 上田市          | 上田 |
| 武石村       | 上田 都市圏 20万5775人 | 上田 都市圏 21万6017人 | 上田 都市圏 22万7062人 | 上田 都市圏 22万3463人 | 上田 都市圏 21万7412人 | 上田 都市圏 20万7902人 | 上田市          | 上田 |
| 青木村       | 上田 都市圏 20万5775人 | 上田 都市圏 21万6017人 | 上田 都市圏 22万7062人 | 上田 都市圏 22万3463人 | 上田 都市圏 21万7412人 | 上田 都市圏 20万7902人 | 青木村          | 上田 |
| 東部町       | 上田 都市圏 20万5775人 | 上田 都市圏 21万6017人 | 上田 都市圏 22万7062人 | 上田 都市圏 22万3463人 | 上田 都市圏 21万7412人 | 上田 都市圏 20万7902人 | 東御市          | 上田 |
| 長門町       | 上田 都市圏 20万5775人 | 上田 都市圏 21万6017人 | 上田 都市圏 22万7062人 | 上田 都市圏 22万3463人 | 上田 都市圏 21万7412人 | 上田 都市圏 20万7902人 | 長和町          | 上田 |
| 和田村       | -                      | -                      | 上田 都市圏 22万7062人 | 上田 都市圏 22万3463人 | 上田 都市圏 21万7412人 | 上田 都市圏 20万7902人 | 長和町          | 上田 |
| 北御牧村     | -                      | -                      | -                      | 上田 都市圏 22万3463人 | 上田 都市圏 21万7412人 | 上田 都市圏 20万7902人 | 東御市          | 上田 |
| 軽井沢町     | -                      | -                      | -                      | -                      | -                      | -                      | 軽井沢町        | 佐久 |
| 立科町       | -                      | -                      | -                      | 佐久 都市圏 18万9058人 | 佐久 都市圏 18万6206人 | 佐久 都市圏 17万7642人 | 立科町          | 佐久 |
| 御代田町     | -                      | -                      | 佐久 都市圏 16万2355人 | 佐久 都市圏 18万9058人 | 佐久 都市圏 18万6206人 | 佐久 都市圏 17万7642人 | 御代田町        | 佐久 |
| 小諸市       | 小諸 都市圏 4万8346人  | 小諸 都市圏 4万4888人  | 佐久 都市圏 16万2355人 | 佐久 都市圏 18万9058人 | 佐久 都市圏 18万6206人 | 佐久 都市圏 17万7642人 | 小諸市          | 佐久 |
| 浅科村       | 小諸 都市圏 4万8346人  | -                      | 佐久 都市圏 16万2355人 | 佐久 都市圏 18万9058人 | 佐久 都市圏 18万6206人 | 佐久 都市圏 17万7642人 | 佐久市          | 佐久 |
| 佐久市       | 佐久 都市圏 8万7797人  | 佐久 都市圏 9万8348人  | 佐久 都市圏 16万2355人 | 佐久 都市圏 18万9058人 | 佐久 都市圏 18万6206人 | 佐久 都市圏 17万7642人 | 佐久市          | 佐久 |
| 臼田町       | 佐久 都市圏 8万7797人  | 佐久 都市圏 9万8348人  | 佐久 都市圏 16万2355人 | 佐久 都市圏 18万9058人 | 佐久 都市圏 18万6206人 | 佐久 都市圏 17万7642人 | 佐久市          | 佐久 |
| 佐久町       | 佐久 都市圏 8万7797人  | 佐久 都市圏 9万8348人  | 佐久 都市圏 16万2355人 | 佐久 都市圏 18万9058人 | 佐久 都市圏 18万6206人 | 佐久 都市圏 17万7642人 | 佐久穂町        | 佐久 |
| 八千穂村     | 佐久 都市圏 8万7797人  | 佐久 都市圏 9万8348人  | 佐久 都市圏 16万2355人 | 佐久 都市圏 18万9058人 | 佐久 都市圏 18万6206人 | 佐久 都市圏 17万7642人 | 佐久穂町        | 佐久 |
| 望月町       | -                      | -                      | -                      | 佐久 都市圏 18万9058人 | 佐久 都市圏 18万6206人 | 佐久 都市圏 17万7642人 | 佐久市          | 佐久 |
| 小海町       | -                      | -                      | -                      | 佐久 都市圏 18万9058人 | 佐久 都市圏 18万6206人 | 佐久 都市圏 17万7642人 | 小海町          | 佐久 |
| 南相木村     | -                      | -                      | -                      | 佐久 都市圏 18万9058人 | 佐久 都市圏 18万6206人 | 佐久 都市圏 17万7642人 | 南相木村        | 佐久 |
| 北相木村     | -                      | -                      | -                      | 佐久 都市圏 18万9058人 | 佐久 都市圏 18万6206人 | 佐久 都市圏 17万7642人 | 北相木村        | 佐久 |
| 川上村       | -                      | -                      | -                      | -                      | -                      | -                      | 川上村          | 佐久 |
| 南牧村       | -                      | -                      | -                      | -                      | -                      | -                      | 南牧村          | 佐久 |

- 2004年4月1日 - 東部町、北御牧村が新設合併し、東御市が発足。旧北御牧村地域が佐久地域から上田地域へ移行。
- 2005年3月20日 - 佐久町、八千穂村が新設合併し、佐久穂町が発足。
- 2005年4月1日 - 佐久市、臼田町、望月町、浅科村が新設合併し、佐久市が発足。
- 2005年10月1日 - 長門町、和田村が新設合併し、長和町が発足。
- 2006年3月6日 - 上田市、丸子町、真田町、武石村が新設合併し、上田市が発足。

### 都市圏（国土交通省）
国土交通省が基準として定めている都市圏では以下の市町村が含まれる（2000年現在）。
上田市都市圏
- 上田市
- 小諸市
- 佐久市
- 小県郡全域
- 北佐久郡（立科町）
- 埴科郡（坂城町）
- 更級郡（上山田町）

### 都市圏（民力）
朝日新聞社発行の「民力」で定義されている都市圏は以下の通り（2015年現在）。
上田市都市圏
- 上田市
- 小県郡全域
- 埴科郡全域

小諸市都市圏
- 小諸市
- 軽井沢町（北佐久郡）
- 御代田町（北佐久郡）

佐久市都市圏
- 佐久市
- 立科町（北佐久郡）
- 南佐久郡全域

東御市都市圏
- 東御市

### 昼夜間人口比
2020年国勢調査によれば、昼夜間人口比が100%を超え、流入超過となっている自治体は上田市（101.56%）、軽井沢町（121.73%）、南牧村（110.98%）、小海町（104.45%）、川上村（100.64%）となっている。

### 生活圏間流動
国土交通省の「全国幹線旅客純流動調査」（第6回、2015年度）の生活圏間流動において、上田を出発地とする目的地は以下のようになっている。ただし、同調査では同じ都道府県内の生活圏へのデータがないため、それらを除く。
※207地域生活圏 「上田」は東信地方全体を指す。
※甲信越地方は白地、それ以外は「■」。
出発地：上田
| 順 | 目的地     | 万人/年 |
| 1  | 前橋・高崎 | 209.3   |
| 2  | 東京23区   | 179.0   |
| 3  | 渋川・吾妻 | 75.6    |
| 4  | 多摩       | 73.4    |
| 5  | 川越       | 62.8    |
| 6  | 浦和       | 60.9    |
| 7  | 峡北       | 56.2    |
| 8  | 横浜       | 37.0    |
| 9  | 船橋       | 31.7    |
| 10 | 相模原     | 30.0    |

## 交通
佐久地方は、国道18号を北上した日本海側（北信地方、上越地方）と、碓氷峠を越えた群馬県との繋がりが深い。一方で中日本の中心地である愛知県とを間を直通で結ぶ交通機関はない。
又、宇都宮～高崎～小諸～山梨県（韮崎・甲府）～駿河湾岸（清水・富士）を結ぶ、碓氷峠・千曲川・富士川ルートが、東京とその近辺で災害や渋滞が起こった際の「迂回路」として機能している。将来、中部横断自動車道が静岡市まで全通するとこのルートは全て高速自動車道でつながる予定である。かつては、清水と直江津の間で小中学生の交流会が開かれており、この清水⇔直江津を往復する際には、佐久地方を経由するルートが利用された。

### 交通史
戦国時代までは東山道の沿線として、江戸時代には中山道の沿線として発展した。戦国時代までの東山道は、松本から上田を経て碓氷峠に抜けるルートであった。一方で、江戸時代の中山道は、塩尻から和田峠を経て碓氷峠に抜けるルートとなっており、追分宿（軽井沢郊外）に、中山道と北国街道の分岐点が設けられた。
明治の鉄道敷設は、当初、中山道幹線が北国街道の田中宿から中信の松本まで保福寺峠経由の経路で計画されたが、その後の情勢変化で頓挫した。その結果、明治期に追分宿と下諏訪宿を結ぶ中山道（国道142号）の沿線に鉄道が敷設されず、大正・昭和戦前期の南信の茅野と田中を結ぶ佐久諏訪電気鉄道の敷設計画や上信電鉄上信線（1897年開業）の羽黒下への延伸構想も頓挫した。
従って、現在の上田・佐久地方の交通網は、内陸ルートで関東と近畿を結ぶ性格が失われ、関東と日本海側を結ぶルート（国道18号、JR信越本線、上信越道、北陸新幹線）が東西を横断し、甲信直結ルート（国道141号、JR小海線）が南北を縦貫するという性格が濃くなっている。
東信地方では他に、局地的鉄道として布引電気鉄道、草軽電気鉄道、上田丸子電鉄が通じたが、上田電鉄別所線以外は廃止されている。

### 鉄道
- 東日本旅客鉄道
  - 北陸新幹線
  - 小海線

- しなの鉄道線
- 上田電鉄別所線

### 道路
高速道路
- E18上信越自動車道
- E52中部横断自動車道
  - 佐久小諸JCT - 八千穂高原IC
  - 八千穂高原IC - 長坂JCT（建設中）

一般国道
- 国道18号
- 国道141号
- 国道142号
- 国道143号
- 国道144号
- 国道146号
- 国道254号
- 国道299号

道の駅
- 道の駅みまき
- 道の駅マルメロの駅ながと
- 道の駅ヘルシーテラス佐久南
- 道の駅ほっとぱ〜く・浅科
- 道の駅上田 道と川の駅
- 道の駅雷電くるみの里
- 道の駅あおき
- 道の駅美ヶ原高原

### タクシー
タクシーの営業区域
- 佐久交通圏
  - 佐久市A - 佐久市（佐久地区）
  - 小諸市 - 市域に同じ
  - 北佐久郡A -軽井沢町、御代田町
- 佐久市B - 佐久市（臼田地区）
- 佐久市C - 佐久市（望月地区・浅科地区）
- 上田市A - 上田市（上田地区）
- 上田市B - 上田市（丸子地区・真田地区・武石地区）
- 東御市A - 東御市（東部地区）
- 東御市B - 東御市（北御牧地区）
- 北佐久郡B - 立科町
- 南佐久郡 - 郡域に同じ
- 小県郡 - 郡域に同じ

## メディア
新聞
- 東信ジャーナル

ラジオ局
- エフエム佐久平
- エフエム軽井沢
- エフエムとうみ